# Halo circunscrito

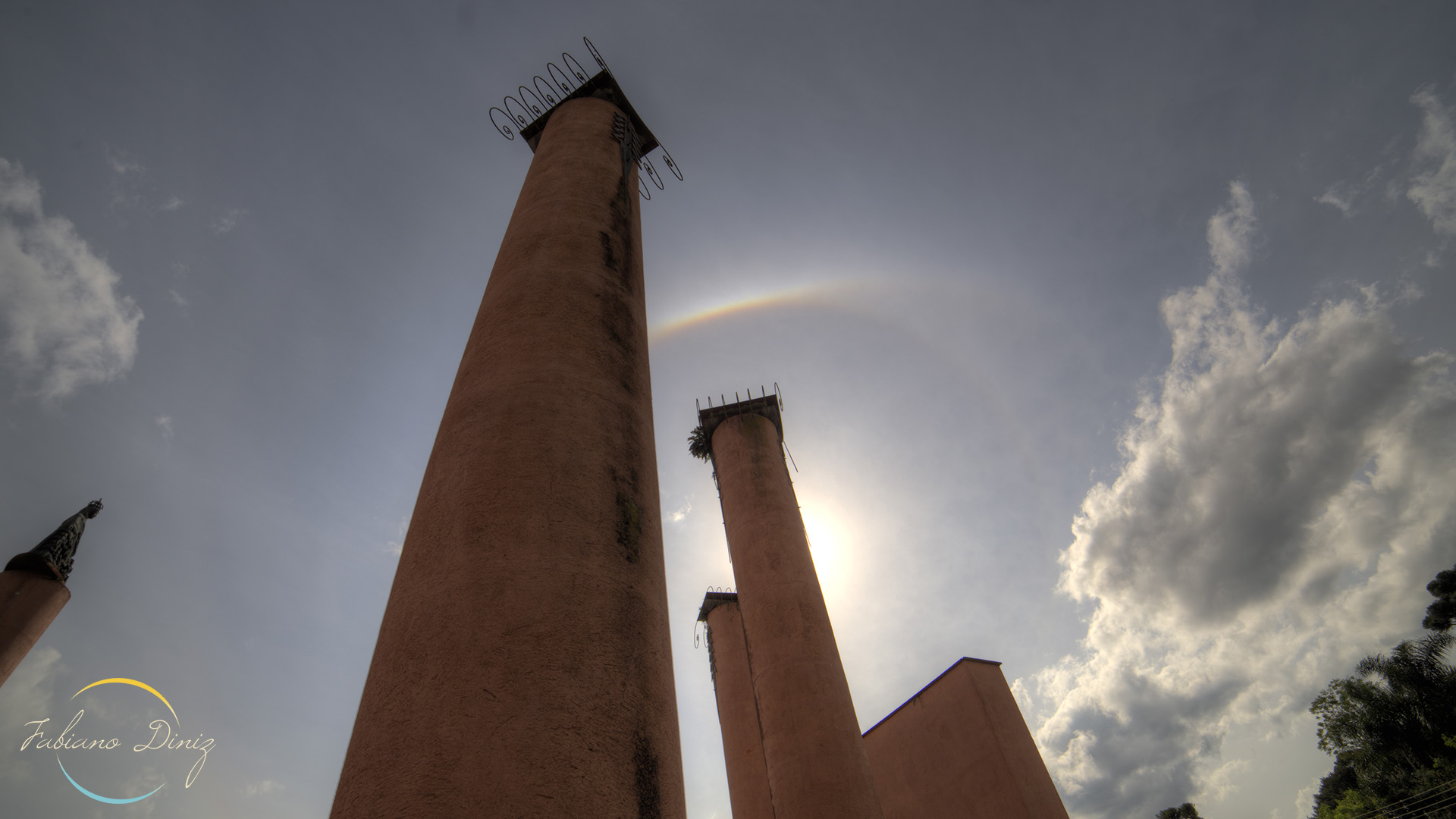
Halo Circunscrito e Halo de 22º em Curitiba

O halo circunscrito é um fenômeno ótico pertencente à família dos halos de gelo. Sua forma depende da altura que o sol se encontra acima do horizonte, mas normalmente se caracteriza por uma oval ao redor do sol e tangente ao halo de 22º nos pontos superior e inferior, estando por fora deste último nos outros pontos.
Quando o sol está abaixo dos 29 graus de altura o halo circunscrito se quebra em dois fenômenos separados, chamados Arco Tangente Superior e Arco Tangente Inferior. Contudo, o limite de 29 graus é teórico; estando o sol abaixo dos 35 graus as partes laterais do halo circunscrito são normalmente imperceptíveis e já passa a impressão de ter se transformado nos arcos tangentes.
Na foto à direita aparece o halo de 22º (interno) e o halo circunscrito (externo). No ponto superior os dois se somam e essa região aparece mais brilhante (o mesmo ocorrendo para o ponto inferior, não enquadrado na foto).

## Formação

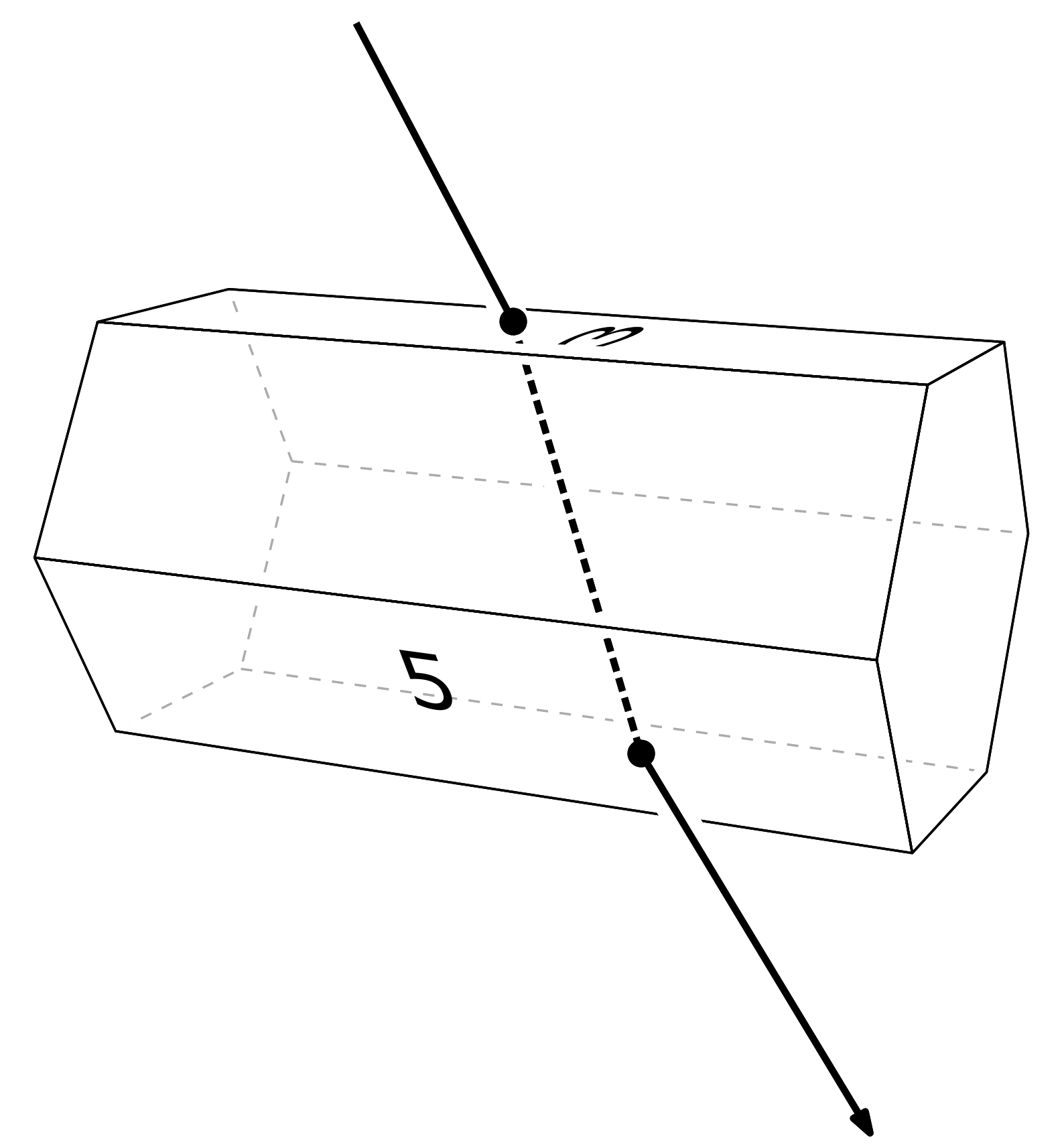
Trajetória 3-5 durante a formação do halo circunscrito

O halo circunscrito é formado pela interação da luz solar (ou lunar) com cristais de gelo presentes em nuvens de alta altitude, principalmente cirrostratus e cirrus. Os cristais normalmente apresentam-se de duas formas principais: placas hexagonais e prismas hexagonais. Os prismas hexagonais são responsáveis pela formação do halo circunscrito (assim como dos arcos tangentes).
Os prismas hexagonais são colunas alongadas com duas faces basais e 6 faces prismáticas.

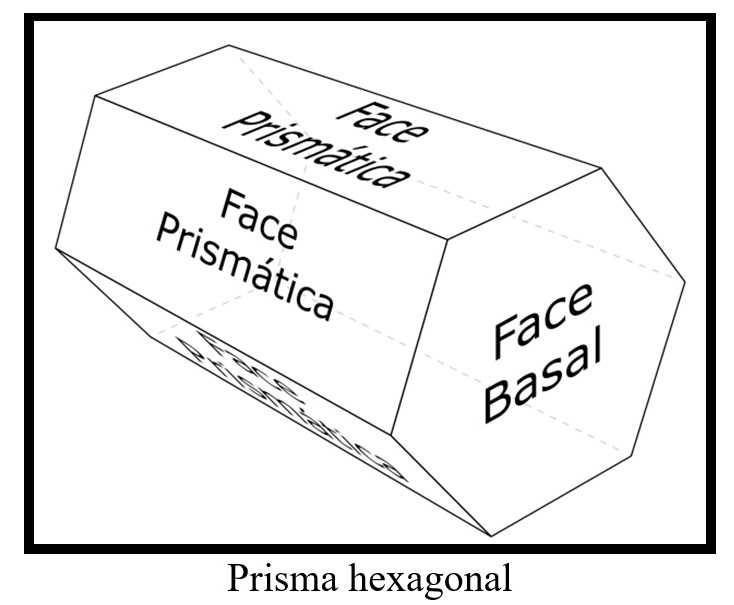
Nomenclatura das faces do prisma hexagonal

As faces são convencionalmente numeradas da seguinte forma: as faces basais recebem os números 1 e 2; as faces prismáticas são numeradas sequencialmente de 3 a 8.

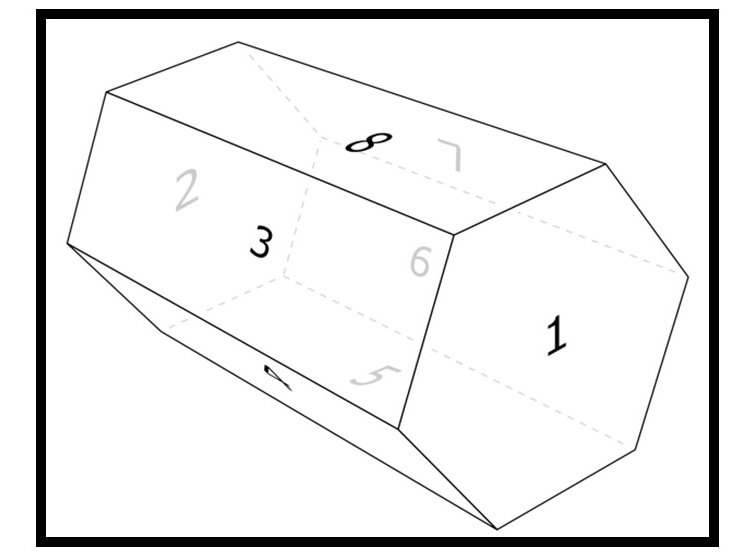
Numeração das Faces dos Prismas Hexagonais

Para que o halo circunscrito (assim como arcos tangentes) ocorra é necessário que haja uma população de prismas hexagonais com suas faces basais  na vertical. Ou seja, eles estão orientados como se estivessem "deitados", podendo girar em torno do eixo vertical e do eixo longitudinal.
A luz solar ou lunar entra por uma face prismática e sai por outra face prismática que não a imediatamente vizinha, mas na próxima. A trajetória então é a 3-5 (duas refrações).

## Cores e Formato do Halo Circunscrito / Arcos Tangentes

Formato do halo circunscrito / arcos tangentes para várias alturas do sol

As duas refrações separam as cores do espectro da luz, contudo, as cores do halo circunscrito / arcos tangentes não são puras. Com a exceção do vermelho na borda interna, as outras cores acabam sendo o resultado de uma mistura de vários comprimentos de onda.
O formato do fenômeno muda de acordo com a altura do sol. Isso se deve ao fato do ângulo de incidência da luz solar sobre a face 3 se alterar de acordo com o horário do dia, gerando diferentes desvios na trajetória da luz ao passar pelo cristal.
A animação ao lado mostra a evolução do formato desse fenômeno desde o momento que o sol se encontra no zênite (ponto mais alto do céu) até o momento em que ele está no horizonte . Foi incluído, também, o halo circular (ou de 22 graus) para referência.
Na animação é possível perceber quando o halo circunscrito se transforma nos arcos tangentes.
O halo circunscrito / arcos tangentes toca o halo circular nos pontos superior e inferior; nos outros pontos ele aparece sempre por fora do circular.

## Ocorrências e Onde Observá-lo no Céu
O halo circunscrito se forma em volta do sol em qualquer horário do dia. Seu formato muda dependendo da posição do sol e, para alturas inferiores a 29 graus, o halo se quebra em dois, passando a se chamar arco tangente superior e arco tangente inferior. Dessa forma, no Brasil, os arcos tangentes podem ser observados nas primeiras horas depois do nascer do sol ou nas horas que antecedem o pôr do sol.

## Aprofundamento

### Desvio Mínimo
Ao passar pelas faces 3 e 5 do cristal, o raio de luz passa por um desvio provocado pelas duas refrações. Esse desvio, contudo, nunca pode ser inferior a 22 graus, de acordo com a Lei de Snell (Lei das Refrações). Assim, não será encontrado nenhum ponto do halo circunscrito ou dos arcos tangentes em locais situados a menos de 22 graus de distância angular do sol.

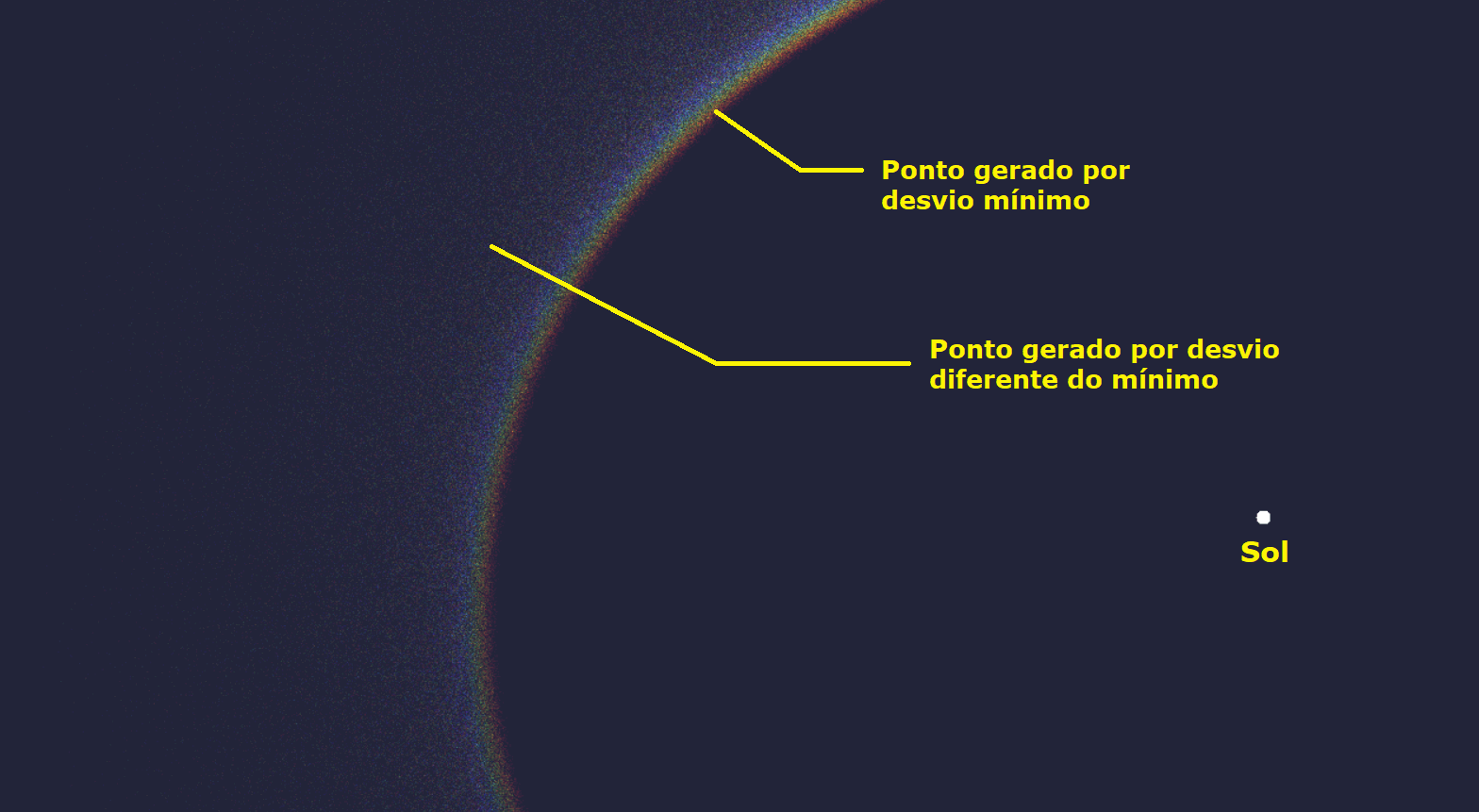
Desvio mínimo e desvio diferente do mínimo na formação do halo circunscrito

Para cada posição do cristal em torno do eixo vertical e dependendo da altura do sol, haverá um determinado valor para o desvio mínimo (podendo ser 22 graus ou mais). Para uma certa altura do sol, o valor do desvio mínimo para uma dada posição do cristal determinará um ponto do halo circunscrito. Entretanto, desvios maiores que o mínimo também ocorrem, de modo que outros pontos são definidos para fora do halo em si, provocando um certo brilho esbranquiçado nas regiões externas ao halo.
A figura ao lado mostra o efeito. Desvios mínimos são mais comuns, ou seja, mais numerosos e geram a parte mais brilhante do halo (a parte mais interna). Desvios diferentes do mínimo geram o brilho mas regiões mais externas. Isso explica o fato das cores não serem puras; uma cor é contaminada por outras cores geradas por desvios diferentes. Como exemplo, o azul gerado pelo desvio mínimo é contaminado por outras cores geradas no mesmo local por desvios diferentes do mínimo.

### Dimensões
O halo circunscrito é formado por cristais com dois graus de liberdade (rotação em torno do eixo vertical e do eixo longitudinal), de modo que o fenômeno é formado pelo halo em si, mais forte, e uma área levemente esbranquiçada externa ao halo.

## Software Utilizado
Para as figuras dos cristais com as trajetórias dos raios solares, assim como para a animação das posições do halo circunscrito / arcos tangentes para várias alturas do sol, foi utilizado o software de simulação de halos "Halopoint 2.0", escrito por Jukka Ruoskanen.